# PGC 2190371
LEDA/PGC 2190371 ist eine Galaxie im Sternbild Perseus am Nordsternhimmel. Sie ist schätzungsweise 233 Millionen Lichtjahre von der Milchstraße entfernt und hat einen Durchmesser von etwa 35.000 Lichtjahren. Vom Sonnensystem aus entfernt sich das Objekt mit einer errechneten Radialgeschwindigkeit von näherungsweise 5.100 Kilometern pro Sekunde.

## Galaktisches Umfeld
| Nr. | Galaxie          | Alternativname            | Rek          | Dek          | Distanz/asec |
| --- | ---------------- | ------------------------- | ------------ | ------------ | ------------ |
| →   | LEDA/PGC 2190371 | 2MASX J02465699+4159154   | 02h46m56.99s | +41d59m15.5s | 0            |
| 1   | LEDA/PGC 10521   | CGCG 539-098              | 02h46m47.88s | +42d02m26.3s | 215.94       |
| 2   | LEDA/PGC 2192678 | 2MASX J02464667+4206584   | 02h46m46.67s | +42d06m58.2s | 476.69       |
| 3   | LEDA/PGC 2192963 | 2MASX J02463408+4207513   | 02h46m34.10s | +42d07m51.4s | 575.17       |
| 4   | LEDA/PGC 2189444 | 2MASX J02460517+4156127   | 02h46m05.19s | +41d56m13.0s | 606.16       |
| 5   | LEDA/PGC 10476   | UGC 2231                  | 02h46m05.33s | +42d06m05.7s | 709.96       |
| 6   | LEDA/PGC 2193800 | 2MASX J02463578+4210453   | 02h46m35.76s | +42d10m45.4s | 729.53       |
| 7   | LEDA/PGC 10535   | CGCG 539-099              | 02h46m58.38s | +41d46m33.5s | 762.03       |
| 8   | LEDA/PGC 2190794 | 2MASX J02454372+4200380   | 02h45m43.72s | +42d00m38.2s | 821.57       |
| 9   | LEDA/PGC 2191151 | WISEA J024539.34+420146.3 | 02h45m39.40s | +42d01m46.4s | 878.05       |
| 10  | LEDA/PGC 2187764 | 2MASX J02455424+4150228   | 02h45m54.25s | +41d50m22.9s | 879.70       |